# Keyboardio
Keyboardio est une entreprise qui produits des claviers ergonomiques et libres, qui fut fondée en 2015 par Jesse Vincent et Kaia Dekker à l’occasion du financement participatif du Model 01,,,. L’entreprise vend deux modèles : le Model 01, le Model 100 et l’Atreus.

## Historique
Le développement du Model 01 a débuté à la mi-2012 en tant que projet personnel.
Lancement, le 15 juin 2015, de la campagne de financement participatif du Model 01 sur Kickstarter qui a permis de récolter 652 001 $ via le financement de 2 073 contributeurs.
Début 2018, les claviers Model 01 pré-commandés durant la campagne de financement participatif ont tous été livrés.
Le 2 novembre 2018, une nouvelle campagne de financement participatif est lancée sur Kickstarter afin de financer une trousse de transport pour le clavier Model 01. Elle est financée, deux semaines plus tard le 16 novembre 2018 par 647 participants par une somme de 38 414 $ avec pour objectif 1 000 $.
En association avec l’entreprise Technomancy qui a créé le clavier Atreus, une campagne de financement a eu lieu sur Kickstarter, du 17 mars au 18 avril 2020, pour le financement d’une version 2 du clavier Atreus. Elle a été financée à hauteur de 387 909 $ sur un objectif de 25 000 $ par 2 636 contributeurs,.
Le 29 juin 2021, est lancé un financement participatif pour le Model 100, une version améliorée du Model 01,,,,,,.

## Modèles

### Caractéristiques communes
- Touches alignées de manière orthogonale et selon la forme d’une courbe suivant la longueur des doigts de la main.
- Possibilité de configuration avec le logiciel graphique Chrysalis[19] :
  - la disposition des touches sur les différentes couches de dispositions ;
  - mise en place de macros ;
- Touches mécaniques ;
- Firmware publié sous licence libre[20] ;
- Alignement des touches à 15 % vers l’extérieur par rapport à une ligne passant au milieu des deux moitiés du clavier ;
- Matériel libre ;
- Microcontrôleur Arduino.

### Model 01etModel 100

#### Particularités ergonomiques
- Touches très utilisées Entrée, Tab, Échap, ANY, Alt Gr placées au niveau des index.
- Touches de combinaison Ctrl, Maj, Alt, Retour arrière, Suppr, Cmd, Espace, Fn placées en éventail sous les pouces.
- Touches directionnelles placées sous les touches de repos de la main droite en combinaison avec la touche Fn.
- Réduction de la torsion des poignets avec la possibilité de faire pivoter à l’horizontal et à la verticale les deux parties du clavier.

#### Caractéristiques
- Touches gravées au laser. Vendu avec la disposition des touches QWERTY. Kits de touches avec les dispositions Colemak, Dvorak, aux caractères alien, translucides, et en noir sans inscriptions sont disponibles[21] ;
- Clavier constitué de deux parties faites en bois de chêne ;
- Touches rétro-éclairées avec diodes électroluminescentes programmables avec séquences de jeux de couleurs pré-enregistrées ;
- Interrupteurs Matias Corporation ;
- 64 touches sculptées sur mesure.

### Atreus
- 44 touches
- Interrupteurs Cherry MX : White, Speed Copper, Brown et Red.